# Piper dichotomum
Piper dichotomum är en pepparväxtart som beskrevs av Ruiz & Pav.. Piper dichotomum ingår i släktet Piper och familjen pepparväxter. Inga underarter finns listade i Catalogue of Life.